# Leptogenys caeciliae
Leptogenys caeciliae är en myrart som beskrevs av Hugo Viehmeyer 1912. Leptogenys caeciliae ingår i släktet Leptogenys och familjen myror. Inga underarter finns listade i Catalogue of Life.